# 7475 Каїдзука
7475 Каїдзука (7475 Kaizuka) — астероїд головного поясу, відкритий 28 жовтня 1992 року.
Тіссеранів параметр щодо Юпітера — 3,594.